# Arhopala esra
Arhopala esra är en fjärilsart som beskrevs av Herbst 1880. Arhopala esra ingår i släktet Arhopala och familjen juvelvingar. Inga underarter finns listade i Catalogue of Life.